# 福原町 (名古屋市)
福原町（ふくはらちょう）は、愛知県名古屋市昭和区の地名。

## 地理
名古屋市昭和区北東端部に位置する。東から北は千種区、西は神村町にそれぞれ接している。

## 歴史

### 沿革
- 1942年（昭和17年）11月27日 - 昭和区田代町・広路町の各一部により同区福原町として成立する[2]。
- 1945年（昭和20年）9月20日 - 田代町・広路町の各一部を編入する[2]。

### 人口の変遷
国勢調査による人口の推移
| 1995年（平成7年）  | 844人 | [ WEB 1 ] |  |
| 2000年（平成12年） | 892人 | [ WEB 2 ] |  |
| 2005年（平成17年） | 870人 | [ WEB 3 ] |  |
| 2010年（平成22年） | 883人 | [ WEB 4 ] |  |
| 2015年（平成27年） | 863人 | [ WEB 5 ] |  |

### WEB
1. ↑  総務省統計局 (2014年3月28日). “平成7年国勢調査の調査結果(e-Stat) - 男女別人口及び世帯数 －町丁・字等” (CSV). 2019年4月27日閲覧。
2. ↑  総務省統計局 (2014年5月30日). “平成12年国勢調査の調査結果(e-Stat) - 男女別人口及び世帯数 －町丁・字等” (CSV). 2019年4月27日閲覧。
3. ↑  総務省統計局 (2014年6月27日). “平成17年国勢調査の調査結果(e-Stat) - 男女別人口及び世帯数 －町丁・字等” (CSV). 2019年4月27日閲覧。
4. ↑  総務省統計局 (2012年1月20日). “平成22年国勢調査の調査結果(e-Stat) - 男女別人口及び世帯数 －町丁・字等” (CSV). 2019年4月27日閲覧。
5. ↑  総務省統計局 (2017年1月27日). “平成27年国勢調査の調査結果(e-Stat) - 男女別人口及び世帯数 －町丁・字等” (CSV). 2019年4月27日閲覧。

### 書籍
1. 1 2  「角川日本地名大辞典」編纂委員会 1989, p. 1460.
2. 1 2  名古屋市計画局 1992, p. 794.